# Winside (Nebraska)
Winside je selo u američkoj saveznoj državi Nebraska. Prema popisu stanovništva iz 2010. u njemu je živjelo 427 stanovnika.